# 焦立中
焦立中（英語：Leroy Chiao，1960年8月28日—），美籍華裔工程師、前太空人，於NASA服役期間曾駐守國際太空站。他是第一位太空漫步的華人。

## 生平
焦立中生於威斯康辛州密爾沃基市，並於加州丹維爾鎮長大。1978年畢業於Monte Vista高中，1983年從柏克萊加州大學取得化學工程理學士學位，1985年及1987年於聖塔芭芭拉加利福尼亞大學先後取得理學碩士及博士學位。
焦立中的父亲焦祖韬（Tsu Tao Chiao）博士出生在山東，畢業於台灣師大附中、成功大學化學系，之後成為美国和平利用原子能委员会研究员，兼欧洲宇航中心顾问；母亲朱青筠（Cherry Chiao）出生在青岛，化学工程博士。兩人在台灣認識結婚，1950年代移居美國。焦立中在一次接受中國日報記者採訪時，曾透露他在太空的無線電呼號叫「山東」，取自他父母长大的省份。

## 太空生涯
焦於1990年1月獲美国航空航天局取錄，並於1991年7月成為航天員。1994年首次升空，執行STS-65任務，在此次任务中他携带了一面小小的中华人民共和国国旗，这也是继1985年王赣骏执行STS-51-B后，第二面由宇航员带入太空的中华人民共和国国旗。同时他还携带了一块来自兴建中的香港赤鱲角机场的石英，这块石英上刻有香港城区天際線与紫荆花，后来被交还给香港駐華盛頓經濟及貿易事務公使，并在机场航站楼展示。1996年執行STS-72任務並進行艙外活動，成為首名進行太空漫步的华裔美國人。2000年執行STS-92任務。2004年執行聯盟TMA-5遠征10任務，成為首位擔任國際太空站ISS指揮官的華人。他喜欢太空摄影，在远征10任务中，共计拍摄超过2.4万幅关于地球和太空景象为主题的照片。

## 外部連結
- 個人主頁 （页面存档备份，存于）
- 個人網誌 （页面存档备份，存于）